# Phyllonorycter nivalis
Phyllonorycter nivalis là một loài bướm đêm thuộc họ Gracillariidae. Loài này có ở Thổ Nhĩ Kỳ.
Chiều dài cánh trước là khoảng 3,9 mm.
Ấu trùng ăn Quercus. Chúng ăn lá nơi chúng làm tổ.